# Férfi 1000 méteres rövidpályás gyorskorcsolya a 2022. évi téli olimpiai játékokon
A 2022. évi téli olimpiai játékokon a rövidpályás gyorskorcsolya férfi 1000 méteres versenyszámát február 5-én és 7-én rendezték. Az aranyérmet a kínai Ren Ziwei nyerte. A Magyarországot képviselő Liu Shaolin Sándort az A-döntőben sárga lappal kizárták, emiatt helyezetlenül végzett, így viszont Liu Shaoang bronzérmes lett. John-Henry Krueger a 14. lett, miután a negyeddöntőben kizárták. A bronzéremmel Magyarország először szerzett egynél több érmet a téli olimpiai játékok történetében, illetve ez volt az első magyar egyéni érem rövidpályás gyorskorcsolyában. A magyar csapat Liu Shaolin Sándor döntőbeli kizárása miatt, a dél-koreaiak Hwang Dae-heon elődöntőbeli kizárása miatt óvást nyújtottak be, de mindkét óvást elutasították.

## Rekordok
A versenyt megelőzően a következő rekordok voltak érvényesek:
| Világrekord     | Hwang Dae-heon        | 1:20,875 | Salt Lake City, Egyesült Államok | 2016. november 12. |
| Olimpiai rekord | Charles Hamelin (CAN) | 1:23,407 | Phjongcshang, Dél-Korea          | 2018. február 13.  |

A versenyen új olimpiai rekord született:
| Hwang Dae-heon (KOR) | 1:23,042 | Peking, Kína | 2022. február 5. |

## Naptár
Az időpontok helyi idő szerint (UTC+8), zárójelben magyar idő szerint (UTC+1) olvashatóak.
| Időpont                   | Forduló      |
| ------------------------- | ------------ |
| február 5., 19:38 (12:38) | Előfutamok   |
| február 7., 19:44 (12:44) | Negyeddöntők |
| február 7., 20:20 (13:20) | Elődöntők    |
| február 7., 20:52 (13:52) | B-döntő      |
| február 7., 20:58 (13:58) | A-döntő      |

## Eredmények
A rövidítések jelentése a következő:
- WR: világrekord
- OR: olimpiai rekord
- Q: továbbjutás helyezés alapján
- q: továbbjutás időeredmény alapján
- QA: az A-döntőbe jutott
- QB: a B-döntőbe jutott
- ADV: továbbjutás bírói döntés alapján
- PEN: kizárás
- YC: sárga lap

### Előfutamok
| Helyezés | Versenyző            | Nemzet                                       | Idő      | Mj       |
| 1. futam | 1. futam             | 1. futam                                     | 1. futam | 1. futam |
| -------- | -------------------- | -------------------------------------------- | -------- | -------- |
| 1.       | Park Jang-hyuk       | Dél-Korea (KOR)                              | 1:24,081 | Q        |
| 2.       | Andrew Heo           | Egyesült Államok (USA)                       | 1:24,106 | Q        |
| 3.       | Itzhak de Laat       | Hollandia (NED)                              | 1:24,332 | ADV      |
| 4.       | Niall Treacy         | Nagy-Britannia (GBR)                         | 1:32,243 |          |
| 2. futam |                      |                                              |          |          |
| 1.       | Ren Ziwei            | Kína (CHN)                                   | 1:23,772 | Q        |
| 2.       | Quentin Fercoq       | Franciaország (FRA)                          | 1:23,917 | Q        |
| 3.       | Jens van 't Wout     | Hollandia (NED)                              | 1:23,946 |          |
| 4.       | Farrell Treacy       | Nagy-Britannia (GBR)                         | 1:24,935 |          |
| 3. futam |                      |                                              |          |          |
| 1.       | Wu Dajing            | Kína (CHN)                                   | 1:23,927 | Q        |
| 2.       | Jordan Pierre-Gilles | Kanada (CAN)                                 | 1:24,067 | Q        |
| 3.       | Szemjon Elisztratov  | Az Orosz Olimpiai Bizottság versenyzői (ROC) | 1:24,077 |          |
| 4.       | Shogo Miyata         | Japán (JPN)                                  | 1:24,367 |          |
| 4. futam |                      |                                              |          |          |
| 1.       | Lee June-seo         | Dél-Korea (KOR)                              | 1:24,698 | Q        |
| 2.       | Pascal Dion          | Kanada (CAN)                                 | 1:24,771 | Q        |
| 3.       | Adil Galiakhmetov    | Kazahsztán (KAZ)                             | 1:24,855 |          |
| 4.       | Vladislav Bykanov    | Izrael (ISR)                                 | 1:24,875 |          |
| 5. futam |                      |                                              |          |          |
| 1.       | Hwang Dae-heon       | Dél-Korea (KOR)                              | 1:23,042 | Q, OR    |
| 2.       | Sjinkie Knegt        | Hollandia (NED)                              | 1:23,097 | Q        |
| 3.       | Li Wenlong           | Kína (CHN)                                   | 1:23,140 | q        |
| 4.       | Sébastien Lepape     | Franciaország (FRA)                          | 1:26,069 |          |
| 6. futam |                      |                                              |          |          |
| 1.       | John-Henry Krueger   | Magyarország (HUN)                           | 1:25,236 | Q        |
| 2.       | Furkan Akar          | Törökország (TUR)                            | 1:25,462 | Q        |
| 3.       | Kazuki Yoshinaga     | Japán (JPN)                                  | 1:25,574 | ADV      |
| –        | Gyenyisz Ajrapetyjan | Az Orosz Olimpiai Bizottság versenyzői (ROC) |          | PEN      |
| 7. futam |                      |                                              |          |          |
| 1.       | Liu Shaolin Sándor   | Magyarország (HUN)                           | 1:25,262 | Q        |
| 2.       | Ryan Pivirotto       | Egyesült Államok (USA)                       | 1:54,437 | Q        |
| 3.       | Pietro Sighel        | Olaszország (ITA)                            | 2:10,039 | ADV      |
| –        | Stijn Desmet         | Belgium (BEL)                                |          | PEN      |
| 8. futam |                      |                                              |          |          |
| 1.       | Liu Shaoang          | Magyarország (HUN)                           | 1:23,796 | Q        |
| 2.       | Brendan Corey        | Ausztrália (AUS)                             | 1:23,908 | Q        |
| 3.       | Roberts Krūzbergs    | Lettország (LAT)                             | 1:23,979 |          |
| –        | Luca Spechenhauser   | Olaszország (ITA)                            |          | PEN      |

### Negyeddöntők
| Helyezés | Versenyző            | Nemzet                 | Idő        | Mj       |
| 1. futam | 1. futam             | 1. futam               | 1. futam   | 1. futam |
| -------- | -------------------- | ---------------------- | ---------- | -------- |
| 1.       | Andrew Heo           | Egyesült Államok (USA) | 1:24,603   | Q        |
| 2.       | Wu Dajing            | Kína (CHN)             | 1:33,302   | Q        |
| 3.       | Park Jang-hyuk       | Dél-Korea (KOR)        | idő nélkül | ADV      |
| –        | Pietro Sighel        | Olaszország (ITA)      |            | PEN      |
| –        | Jordan Pierre-Gilles | Kanada (CAN)           |            | PEN      |
| 2. futam |                      |                        |            |          |
| 1.       | Lee June-seo         | Dél-Korea (KOR)        | 1:23,682   | Q        |
| 2.       | Liu Shaoang          | Magyarország (HUN)     | 1:23,940   | Q        |
| 3.       | Quentin Fercoq       | Franciaország (FRA)    | 1:24,411   |          |
| 4.       | Pascal Dion          | Kanada (CAN)           | idő nélkül |          |
| –        | Kazuki Yoshinaga     | Japán (JPN)            |            | PEN      |
| 3. futam |                      |                        |            |          |
| 1.       | Furkan Akar          | Törökország (TUR)      | 1:25,490   |          |
| 2.       | Ren Ziwei            | Kína (CHN)             | 1:34,211   |          |
| 3.       | Itzhak de Laat       | Hollandia (NED)        | 1:42,490   | ADV      |
| –        | John-Henry Krueger   | Magyarország (HUN)     |            | PEN      |
| –        | Brendan Corey        | Ausztrália (AUS)       |            | PEN      |
| 4. futam |                      |                        |            |          |
| 1.       | Hwang Dae-heon       | Dél-Korea (KOR)        | 1:24,693   |          |
| 2.       | Li Wenlong           | Kína (CHN)             | 1:30,550   |          |
| 3.       | Liu Shaolin Sándor   | Magyarország (HUN)     | 1:55,248   | ADV      |
| 4.       | Ryan Pivirotto       | Egyesült Államok (USA) | 2:08,364   |          |
| –        | Sjinkie Knegt        | Hollandia (NED)        |            | YC       |

### Elődöntők
| Helyezés | Versenyző          | Nemzet                 | Idő        | Mj       |
| 1. futam | 1. futam           | 1. futam               | 1. futam   | 1. futam |
| -------- | ------------------ | ---------------------- | ---------- | -------- |
| 1.       | Ren Ziwei          | Kína (CHN)             | 1:26,576   | QA       |
| 2.       | Li Wenlong         | Kína (CHN)             | 1:26,722   | QA       |
| 3.       | Furkan Akar        | Törökország (TUR)      | 1:27,102   | QB       |
| –        | Hwang Dae-heon     | Dél-Korea (KOR)        |            | PEN      |
| –        | Park Jang-hyuk     | Dél-Korea (KOR)        | nem indult |          |
| 2. futam |                    |                        |            |          |
| 1.       | Liu Shaolin Sándor | Magyarország (HUN)     | 1:23,567   | QA       |
| 2.       | Wu Dajing          | Kína (CHN)             | 1:23,928   | QA       |
| 3.       | Andrew Heo         | Egyesült Államok (USA) | 1:24,023   | QB       |
| 4.       | Itzhak de Laat     | Hollandia (NED)        | 1:24,229   | QB       |
| 5.       | Liu Shaoang        | Magyarország (HUN)     | 1:35,384   | ADVA     |
| –        | Lee June-seo       | Dél-Korea (KOR)        |            | PEN      |

### Döntők
B-döntő
| Helyezés | Versenyző      | Nemzet                 | Idő      | Mj |
| -------- | -------------- | ---------------------- | -------- | -- |
| 5.       | Itzhak de Laat | Hollandia (NED)        | 1:35,925 |    |
| 6.       | Furkan Akar    | Törökország (TUR)      | 1:36,052 |    |
| 7.       | Andrew Heo     | Egyesült Államok (USA) | 1:36,140 |    |

A-döntő
| Helyezés | Versenyző          | Nemzet             | Idő      | Mj |
| -------- | ------------------ | ------------------ | -------- | -- |
| Arany    | Ren Ziwei          | Kína (CHN)         | 1:26,768 |    |
| Ezüst    | Li Wenlong         | Kína (CHN)         | 1:29,917 |    |
| Bronz    | Liu Shaoang        | Magyarország (HUN) | 1:35,693 |    |
| 4.       | Wu Dajing          | Kína (CHN)         | 1:42,937 |    |
| –        | Liu Shaolin Sándor | Magyarország (HUN) |          | YC |

### Végeredmény
A versenyzők helyezéseit fordulónként határozták meg. Először a fordulókban elért helyezések döntöttek, ha ez azonos volt, akkor a jobb időeredmény döntött.
| Helyezés | Versenyző            | Nemzet                                       | Előfutam | Negyeddöntő | Elődöntő   | B-döntő | A-döntő   | Legjobb idő |
| -------- | -------------------- | -------------------------------------------- | -------- | ----------- | ---------- | ------- | --------- | ----------- |
| Arany    | Ren Ziwei            | Kína (CHN)                                   | 1.       | 2.          | 1.         | –       | 1.        | 1:23,772    |
| Ezüst    | Li Wenlong           | Kína (CHN)                                   | 3.       | 2.          | 2.         | –       | 2.        | 1:23,140    |
| Bronz    | Liu Shaoang          | Magyarország (HUN)                           | 1.       | 2.          | 5.         | –       | 3.        | 1:23,796    |
| 4.       | Wu Dajing            | Kína (CHN)                                   | 1.       | 2.          | 2.         | –       | 4.        | 1:23,927    |
| 5.       | Itzhak de Laat       | Hollandia (NED)                              | 3.       | 3.          | 4.         | 1.      | –         | 1:24,229    |
| 6.       | Furkan Akar          | Törökország (TUR)                            | 2.       | 1.          | 3.         | 2.      | –         | 1:25,462    |
| 7.       | Andrew Heo           | Egyesült Államok (USA)                       | 2.       | 1.          | 3.         | 3.      | –         | 1:24,023    |
| 8.       | Hwang Dae-heon       | Dél-Korea (KOR)                              | 1.       | 1.          | kizárták   | –       | –         | 1:23,042    |
| 9.       | Lee June-seo         | Dél-Korea (KOR)                              | 1.       | 1.          | kizárták   | –       | –         | 1:23,682    |
| 10.      | Park Jang-hyuk       | Dél-Korea (KOR)                              | 1.       | 3.          | nem indult | –       | –         | 1:24,081    |
| 11.      | Quentin Fercoq       | Franciaország (FRA)                          | 2.       | 3.          | –          | –       | –         | 1:23,917    |
| 12.      | Pascal Dion          | Kanada (CAN)                                 | 2.       | 4.          | –          | –       | –         | 1:24,771    |
| 13.      | Ryan Pivirotto       | Egyesült Államok (USA)                       | 2.       | 4.          | –          | –       | –         | 1:54,437    |
| 14.      | John-Henry Krueger   | Magyarország (HUN)                           | 1.       | kizárták    | –          | –       | –         | 1:25,236    |
| 15.      | Brendan Corey        | Ausztrália (AUS)                             | 2.       | kizárták    | –          | –       | –         | 1:23,908    |
| 16.      | Jordan Pierre-Gilles | Kanada (CAN)                                 | 2.       | kizárták    | –          | –       | –         | 1:24,067    |
| 17.      | Kazuki Yoshinaga     | Japán (JPN)                                  | 3.       | kizárták    | –          | –       | –         | 1:25,574    |
| 18.      | Pietro Sighel        | Olaszország (ITA)                            | 3.       | kizárták    | –          | –       | –         | 2:10,039    |
| 19.      | Jens van 't Wout     | Hollandia (NED)                              | 3.       | –           | –          | –       | –         | 1:23,946    |
| 20.      | Roberts Krūzbergs    | Lettország (LAT)                             | 3.       | –           | –          | –       | –         | 1:23,979    |
| 21.      | Szemjon Jelisztratov | Az Orosz Olimpiai Bizottság versenyzői (ROC) | 3.       | –           | –          | –       | –         | 1:24,077    |
| 22.      | Adil Galiakhmetov    | Kazahsztán (KAZ)                             | 3.       | –           | –          | –       | –         | 1:24,855    |
| 23.      | Shogo Miyata         | Japán (JPN)                                  | 4.       | –           | –          | –       | –         | 1:24,367    |
| 24.      | Vladislav Bykanov    | Izrael (ISR)                                 | 4.       | –           | –          | –       | –         | 1:24,875    |
| 25.      | Farrell Treacy       | Nagy-Britannia (GBR)                         | 4.       | –           | –          | –       | –         | 1:24,935    |
| 26.      | Sébastien Lepape     | Franciaország (FRA)                          | 4.       | –           | –          | –       | –         | 1:26,069    |
| 27.      | Niall Treacy         | Nagy-Britannia (GBR)                         | 4.       | –           | –          | –       | –         | 1:32,243    |
| –        | Stijn Desmet         | Belgium (BEL)                                | kizárták | –           | –          | –       | –         |             |
| –        | Luca Spechenhauser   | Olaszország (ITA)                            | kizárták | –           | –          | –       | –         |             |
| –        | Gyenyisz Ajrapetyjan | Az Orosz Olimpiai Bizottság versenyzői (ROC) | kizárták | –           | –          | –       | –         |             |
| –        | Liu Shaolin Sándor   | Magyarország (HUN)                           | 1.       | 3.          | 1.         | –       | sárga lap |             |
| –        | Sjinkie Knegt        | Hollandia (NED)                              | 2.       | sárga lap   | –          | –       | –         |             |

## Óvások
Az A-döntő 5. körében Liu Shaolin Sándor megelőzte Ren Ziweit, az előzés során kissé meglökte a kínai versenyzőt. A verseny utolsó méterein Liu Shaolin Sándor volt az első, a kínai Ren Ziwei a második helyen. A két versenyző egymás mellett ért célba, a helyezkedéskor a karjaikkal egymást próbálták akadályozni. A futamot követően Liu Shaolin Sándort két szabálytalanság miatt sárga lappal kizárták és a mezőny végére sorolták, így Ren Ziwei lett az olimpiai bajnok. A futam után a magyarok óvást nyújtottak be. A dél-koreaiak szintén óvást nyújtottak be Hwang Dae-heon elődöntőbeli kizárása miatt.
A vezetőbíró az ISU Általános Szabályzatának 123. szabályának 4. és 5. paragrafusára hivatkozva a dél-koreaiak és a magyarok óvását is elutasította. A szabályok kimondják, hogy a vezetőbíró döntése nem óvható. A csarnokban a kivetítőn is megjelent döntés szerint Liu Shaolin Sándor első szabálytalansága, hogy az egyenesben belülről kifelé haladva érintkezett a kínai versenyzővel, a második szabálytalansága a kézzel történő blokkolás a célnál. Ahogyan a vezetőbíró rámutatott, az egyenes végén Liu Shaolin Sándornak az előzés után nem volt elsőbbsége az egyenes végén, a célnál pedig kétszer is a karjával blokkolt.